# Anse-d'Hainault (gemeente)
Anse-d'Hainault (Haïtiaans-Creools: Ansdeno) is een stad en gemeente in Haïti met 36.500 inwoners. De plaats ligt op de westelijke punt van het schiereiland Tiburon, 80 km ten noordwesten van de stad Les Cayes. Het is de hoofdplaats van het gelijknamige arrondissement in het departement Grand'Anse.

## Economie
Er worden koffie en cacao verbouwd. Verder is er een vissershaven. In de omgeving bevindt zich mangaan en bauxiet.

## Basisvoorzieningen

### Onderwijs
Het onderwijssysteem bestaat uit:
- 2 kleuterscholen
- 14 basisscholen (7 publiek en 7 privaat)
- 3 middelbare scholen (1 publiek en 2 privaat)
- 4 scholen voor beroeps- of technisch onderwijs

Verder zijn er 2 centra voor alfabetisering.

### Gezondheidszorg
De gemeente heeft 3 gezondheidsinstellingen (2 publiek en 1 privaat).

### Overig
- 20 waterputten en 7 openbare waterbronnen
- 6 uur per dag elektriciteit
- een telefoonpost met 3 telefoons
- 2 radiostations
- 3 schoolbibliotheken

## Patroonheilige
De patroonheilige van Anse-d'Hainault is Sint-Johannes de Doper. Zijn feestdag wordt gevierd op 24 juni.

## Indeling
De gemeente bestaat uit de volgende sections communales:
| Nr. | Naam                 | Km²   | Inw.2015 |
| --- | -------------------- | ----- | -------- |
| 1   | Grandoit             | 14,94 | 17.196   |
| 2   | Boudon               | 39,73 | 7.291    |
| 3   | Îlet à Pierre Joseph | 21,91 | 8.162    |
| 4   | Mandou               | 17,45 | 3.752    |